# All Right Now
All Right Now (englisch für „Alles klar jetzt“) ist ein Lied der britischen Rockband Free, das im Mai 1970 erschien.

## Entstehung und Veröffentlichung
Das Lied wurde von den beiden Free-Mitgliedern Andy Fraser und Paul Rodgers im Gebäude der Durham Students’ Union geschrieben. Zusammen mit den beiden anderen Mitgliedern Simon Kirke und Paul Kossoff waren die beiden auch für die Produktion verantwortlich.
Die Erstveröffentlichung von All Right Now erfolgte als Single am 15. Mai 1970 bei Island Records. Diese erschien als 7″-Single mit der B-Seite Mouthful of Grass (Katalognummer: WIP 6082). Am 26. Juni desselben Jahres erschien das Lied als Teil von Frees dritten Studioalbum Fire and Water (Katalognummer: ILPS 9120), dessen einzige Singleauskopplung es ist. In den Folgejahren erschienen diverse weitere Single- und EP-Ausführungen zu All Right Now.

## Besetzung
- Andy Fraser – E-Bass, Piano
- Simon Kirke – Schlagzeug
- Paul Kossoff – E-Gitarre
- Paul Rodgers – Gesang

## Rezeption
Billboard nannte das Lied einen „funky Bier-Blues-Swinger“, der „von Anfang bis Ende mitreißt“.
Record World sagte, dass All Right Now „einen Haufen Schwere auf deinen Kopf legt“ und Free sich „ein für allemal etablieren wird“.

## Kommerzieller Erfolg
2006 erhielt das Lied bei den BMI London Awards einen Million Air Award für drei Millionen Airplays in den Vereinigten Staaten.

### Chartplatzierungen
| ChartsChartplatzierungen       | Höchstplatzierung | Wochen/ Monate |
| ------------------------------ | ----------------- | -------------- |
| Deutschland (GfK)              | 5 (5 Mt.)         | 5 Mt.          |
| Österreich (Ö3)                | 6 (17 Wo.)        | 17 Wo.         |
| Schweiz (IFPI)                 | 4 (13 Wo.)        | 13 Wo.         |
| Vereinigte Staaten (Billboard) | 4 (16 Wo.)        | 16 Wo.         |
| Vereinigtes Königreich (OCC)   | 2 (44 Wo.)        | 44 Wo.         |

| ChartsJahrescharts (1970)      | Platzierung |
| ------------------------------ | ----------- |
| Deutschland (GfK)              | 19          |
| Österreich (Ö3)                | 14          |
| Vereinigte Staaten (Billboard) | 27          |

### Auszeichnungen für Musikverkäufe
| Land/Region                  | Auszeichnungen für Musikverkäufe (Land/Region, Auszeichnung, Verkäufe) | Verkäufe |
| ---------------------------- | ---------------------------------------------------------------------- | -------- |
| Neuseeland (RMNZ)            | Platin                                                                 | 30.000   |
| Vereinigtes Königreich (BPI) | Platin                                                                 | 600.000  |
| Insgesamt                    | 2× Platin ·                                                            | 630.000  |

## Coverversionen
- 1982: Torfrock (Ich bin blau) (Album: Mein Gott, sind wir begabt)[1]
- 1984: Rod Stewart (Album: Camouflage)[1]
- 1988: Pepsi & Shirlie (Album: All Right Now)[1]
- 1999: The Sweet[1]
- 2005: Queen + Paul Rodgers (Album: Return of the Champions)[1]
- 2014: Manfred Mann (Album: Lone Arranger)[1]